# Шадек, Томаш
Томаш Шадек (пол. Tomasz Szadek; ок. 1550 — не ранее 1611) — польский композитор эпохи ренессанса и священник.

## Биография
Родился, вероятно, в Кракове, где впоследствии обучался в академии. С 1569 по 1574 был певцом королевской капеллы.
В 1575—1578 Томаш Шадек был постоянным певцом в знаменитой капелле Вавельского замка и хоре Вавельского собора в Кракове, т. н. рорантистов (от лат. назв. утренней молитвы «Rorate coeli» — «Молитесь небу»). Ансамбль рорантистов был создан при дворе короля в 1543 и состоял из 11 музыкантов, певших в кафедральном соборе Вавельского замка.
К этому времени он был клириком. Позже служил викарием и духовником собора на Вавеле.

## Творчество
Из творческого наследия Шадека сохранились лишь две мессы на 4 голоса:
- Officium Dies est laetitiae (1578) и Officium In melodiam motetae Pisneme (1580), а также
- интроит Vultum tuum,
- градуалы Haec dies
- Коммунио Pascha nostra.

На формирование композиторского стиля Томаша Шадека оказало влияние творчество Себастьяна (Роксолануса) из Фельштына (между 1480—1490—между 1544—1549) и Мартина Леополита.